# Hans Ullberg
Hans Gustaf Ullberg, född  21 augusti 1920 i Helsingborg, död 9 oktober 1996 i Västerled, var en svensk teaterman.
Ullberg knöts redan på tidigt 1950-tal till Riksteatern (som i samband med sammanslagningen med Folkets Husföreningarnas och Folkparkernas Centralorganisations Svenska Teatern 1966 fick namnet Svenska Riksteatern). Han utsågs till direktörsassistent 1955 och till verkställande direktör 1958 (tf vd 1957), en befattning han innehade till slutet av 1982.
Ullberg var också ordförande i Nordiska teaterunionen 1969–1976 och blev ordförande i Teatrarnas riksförbund 1975.
Han var gift 1947–1975 med Margareta Silverstolpe (1923–1981), dotter till professor Gunnar Silverstolpe och Signhild, född Arpi. Ullberg blev senare sambo med skådespelaren Barbro Hiort af Ornäs.
Hans Ullberg är begravd på Rö kyrkogård.

## Filmografi
- 1993 - Roseanna
- 1990 - Fiendens fiende (TV)

## Teater

### Roller (ej komplett)
| År   | Roll       | Produktion                            | Regi           | Teater                   |
| ---- | ---------- | ------------------------------------- | -------------- | ------------------------ |
| 1942 | Den Lurade | Kaspers död Ingmar Bergman            | Ingmar Bergman | Stockholms studentteater |
| 1943 | Kamrern    | Strax innan man vaknar Bengt Olof Vos | Ingmar Bergman | Stockholms studentteater |
| 1943 | Nattvakten | Tivolit Ingmar Bergman                | Ingmar Bergman | Stockholms studentteater |

### Fotnoter
1. ↑   Sveriges dödbok 1830–2020 (Version 8). Sveriges släktforskarförbund. 2021
2. ↑  Bra Böckers lexikon, 1980.
3. ↑  Vem är det 1995, sid. 1130 (Norstedts Förlag AB 1994)
4. ↑  Hon står dock som hans hustru i minnesorden publicerade i Svenska Dagbladet, 16 oktober 1996, sid. 19 och 28 oktober 1996, sid. 14
5. ↑  Gravar.se
6. ↑  ”Kaspers död”. Stiftelsen Ingmar Bergman. http://ingmarbergman.se/verk/kaspers-död. Läst 16 oktober 2015.
7. ↑  ”Strax innan man vaknar”. Stiftelsen Ingmar Bergman. http://ingmarbergman.se/verk/strax-innan-man-vaknar. Läst 16 oktober 2015.
8. ↑  ”Tivolit”. Stiftelsen Ingmar Bergman. http://ingmarbergman.se/verk/tivolit. Läst 16 oktober 2015.